# Suecia en los Juegos Olímpicos de Sankt Moritz 1928
Suecia estuvo representada en los Juegos Olímpicos de Sankt Moritz 1928 por un total de 24 deportistas que compitieron en 6 deportes.  
El portador de la bandera en la ceremonia de apertura fue el árbitro de hockey sobre hielo Viking Harbom.

## Medallistas
El equipo olímpico sueco obtuvo las siguientes medallas:
| Nombre           | Deporte            | Competición  |
| ---------------- | ------------------ | ------------ |
| Oro              |                    |              |
| Per-Erik Hedlund | Esquí de fondo     | 50 km M      |
| Gillis Grafström | Patinaje artístico | Individual M |
| Plata            |                    |              |
| Gustaf Jonsson   | Esquí de fondo     | 50 km M      |
| Equipo           | Hockey sobre hielo | Torneo M     |
| Bronce           |                    |              |
| Volger Andersson | Esquí de fondo     | 50 km M      |